# Delorean (banda)
Delorean fue una banda española de pop electrónico creada en marzo de 2000 en Zarauz (Guipúzcoa, País Vasco).
El origen del nombre proviene del automóvil DMC DeLorean que aparece en la película Back to the future de 1985.

## Historia
En septiembre de 2001 publicaron su primer larga duración titulado Silhouettes. Su presentación les llevó a girar dos veces por España dando más de 40 conciertos. Recién llegado el verano de 2003, la banda decidió grabar su segundo larga duración. Delorean fue lanzado en 2004, apareciendo en todas las listas de lo mejor del año y consiguiendo licencias en Alemania, Italia, Noruega y México. Ya en 2005, la banda decidió profundizar en el aspecto bailable de su música y se rodeó de algunos de los mejores DJs del momento para editar un disco, The Metropolitan Death, con cuatro canciones nuevas y sus correspondientes remezclas a cargo de Undo o D.A.R.Y.L entre otros. En 2006 se confirmó su inmersión absoluta en la música de baile con Into The Plateau, que les mantuvo de gira continua durante más de dos años. En 2009 publicaronn el EP Ayrton Senna, llamando la atención de numerosas publicaciones a nivel internacional y fueron reclamados para hacer remezclas de grupos como Teenagers o Franz Ferdinand. En abril de 2010 se publicó Subiza, el álbum que supuso su consagración definitiva. Fue el primer disco de la banda que entró en la lista de más vendidos a pesar de ser mucho más conocidos internacionalmente que en el mercado local. 
En octubre de 2013 fueron víctimas de un secuestro virtual en México que les mantuvo retenidos durante 48 horas. En septiembre de 2015, participaron en el festival boutique Evento Sarmiento, donde ofrecieron un concierto especial que tuvo lugar entre viñedos.
En 2018 la banda se separó tras 18 años y realizó sus últimos conciertos en San Sebastián, Barcelona, Madrid, Bilbao y Mallorca.

## Componentes
- Igor Escudero, batería.
- Guillermo Astrain, guitarra (desde 2008).
- Unai Lazkano, guitarra y teclados.
- Ekhi Lopetegi, bajo y voces.
- Tomas Lertxundi, guitarra y teclados (2000-2008)

## Discografía
Discos de estudio
- Silhouettes (2001)
- Delorean (2004)
- Into the Plateau (2006)
- Transatlantic KK (2007)
- Subiza (2010)
- Apar (2013)
- Muzik (2016)
- Mikel Laboa (2017)[7]

EP
- Metropolitan Death EP (2005)
- Ayrton Senna EP (2009)